# Walter Simonson
Walter Simonson (2 de septiembre de 1946) es un dibujante de historietas estadounidense, reconocido principalmente por su trabajo con Thor. Desde su infancia le apasionaban las historietas, como Superman o Batman; así como también los de Marvel Comics cuando aparecieron. 

## Historia
Su primer trabajo, luego de graduarse en la universidad, fue en DC Comics, en la colección Weird War Tales, y luego historias cortas en Detective Comics. Luego de esto trabajó para varias editoriales. 
En 1977 comienza a trabajar en Marvel Comics de forma regular, en la serie Rampaging Hulk, aunque su arte se ve distorsionado por el entintador Alfredo Alcalá. Y, finalmente, se encarga del apartado gráfico de Thor entre los números 260 al 271 y el annual 7 (editados en España en biblioteca marvel thor números 24 al 27). 
Sin embargo, su trabajo con ese título por el cual fue más conocido fue el comprendido entre los números 337 al 382, en los cuales tuvo el control completo, no sólo del aspecto gráfico sino también de los guiones. A partir de su llegada, produjo una gran revolución en el título. Donald Blake, la primera identidad mortal de Thor, dejó de existir. Apareció Bill Rayo Beta, un alienígena con una cara similar a un caballo que resultó ser lo suficientemente "digno" como para poder alzar el martillo de Thor (algo que nunca antes había ocurrido; más adelante otros autores harían lo propio con otros personajes), que venció a Thor en combate singular y que se interpuso en la relación amorosa de Thor y Lady Sif. Odín murió aparentemente combatiendo a Surtur, y Balder el Bravo fue proclamado emperador. Hela maldijo a Thor con huesos frágiles, obligándolo a forjar una armadura de combate. Y finalmente, por algunos episodios Loki convirtió a Thor en rana. 
Luego de su paso por Thor, trabajó con su esposa en la serie X-Factor, entre los números 10 y 31, en el aspecto gráfico. 
Tuvo un paso también por la serie Fantastic Four, entre los números 334 y 354, igualmente intensos y activos
En el sello Malibu se encarga de una serie de su propia creación, Starslammers. También realiza Cyber Force Zero y Weapon Zero para Image
Una de sus últimas colaboraciones para Marvel fue en los Vengadores, durante la saga Heroes Reborn. Si bien en la misma había un Thor salvaje y violento, Simonson introdujo al "verdadero" Thor en ese universo paralelo, que pasó a tener 2 "Thors". 

## Obra
Editorial Planeta De Agostini:
- Obras Maestras Nº 3: Thor/La Balada De Bill Rayos Beta (1992); incluye los números 337 al 340(en esta edición se ha cortado la última página del 340)de The Mighty Thor.
- Obras Maestras Nº 13: Días Del Presente Futuro (VI/1994); incluye Fantastic Four Annual N.º 23, The New Mutants Annual N.º 6, X-Factor Annual N.º 5 y The Uncanny X-Men Annual N.º 14.
- Archivos X-Men Nº 3: Factor-X/Arcángel (IV/1996); incluye los números 23 al 26 de The X-Factor.
- Grandes Autores: Walt Simonson (V/1996); incluye The Rampaging Hulk N.º 1, The Mighty Thor números 267 y 268, Bizarre Adventures N.º 29, X-Factor números 13 y 14, The Mighty Thor números 379 y 380, The Avengers N.º 300, Fantastic Four números 350 y 352.
- Archivos Marvel: Los 4 Fantásticos/Corriente Temporal (1997); incluye los números 337 al 341 de Fantastic Four.
- Archivos Marvel: Los 4 Fantásticos/Salto Temporal (1998); incluye los números 343 al 349 de Fantastic Four.
- Libros Image: Weapon Zero
- Thor: La Saga De Surtur/1 (1998); incluye los números 341 al 347 de The Mighty Thor.
- Thor: La Saga De Surtur/2 (1998); incluye los números 348 al 353 de The Mighty Thor.
- Balder: La Espada De Frey (1998); incluye los números 1 al 4 de la miniserie de Balder the brave.
- Thor: La Lucha Por Asgard/1 (1999); incluye los números 354 al 359 de The Mighty Thor.
- Thor: La Lucha Por Asgard/2 (1999); incluye los números 360 al 367 de The Mighty Thor.
- Thor: La Maldición de Hela/1 (2000); incluye los números 368,369,371 al 376 de The Mighty Thor.
- Thor: La Maldición de Hela/2 (2000); incluye los números 377 al 382 y el número 370 de The Mighty Thor.
- Biblioteca marvel: Thor Nº24 (2003); incluye los números 253, 255 al 261(los 2 únicos números que dibujó Simonson son el 260 y el 261)de The Mighty Thor.
- Biblioteca marvel: Thor Nº25 (2003); incluye los números 262 al 268 y el anual 6 de The Mighty Thor.
- Biblioteca marvel: Thor Nº26 (2003); incluye los números 269 al 276(los únicos números que dibujó Simonson son los 269 al 271)de The Mighty Thor.
- Biblioteca marvel: Thor Nº27 (2003); incluye los números 277 al 283 de The Migthy Thor y el The Mighty Thor Annual número 7(el único número que dibujo Simonson fue el Annual N.º 7).
- Tesoros Marvel Nº10 El Poderoso Thor: Los años Perdidos/2 (2000); incluye los números 298 al 301 de The Mighty Thor y el The Mighty Thor Annual número 7(el único número que dibujo Simonson fue el Annual N.º 7).
- Manhunter de Archie Goodwin y Walter Simonson (2007); incluye los números 437 al 443 de Detective Comics y el tomo Manhnuter The Special Edition.
- Elric: La forja de un hechicero (2008); incluye los números 1 al 4 de la miniserie Michael Moorcock's Elric: The Making of a Sorcerer.

Editorial Panini comics:
- Best of marvel essentials: Thor de Walt simonson Nº1/La balada de Bill Rayos Beta (2007); incluye los números 337 al 340 (esta vez con la última página 340) de The Mighty Thor.
- Best of marvel essentials: Thor de Walt simonson Nº2/La saga de Surtur/1 (2007); incluye los números 341 al 347 de The Mighty Thor.
- Best of marvel essentials: Thor de Walt simonson Nº3/La saga de Surtur/2 (2007); incluye los números 348 al 353 de The Mighty Thor.
- Best of marvel essentials: Thor de Walt simonson Nº4/La lucha por Asgard/1 (2008); incluye los números 354,355,357 al 359 de The Mighty Thor.
- Best of marvel essentials: Thor de Walt simonson Nº5/La lucha por Asgard/2 (2008); incluye los números 360 al 366 de The Mighty Thor.
- Best of marvel essentials: Thor de Walt simonson Nº6/Balder el Bravo (2008); incluye los números 1 al 4 de la miniserie de Balder the brave y el número 267 de The Mighty Thor.
- Best of marvel essentials: Thor de Walt simonson Nº6/Balder el Bravo (2009); incluye los números 268, 269, 371 al 376 de The Mighty Thor.

## Premios
- 1986 Premio Haxtur (España-Gijón)  al "Mejor Guion" por "Thor/La Saga de Surtur" Salón Internacional del Cómic del Principado de Asturias
- 1990 Premio Haxtur (España-Gijón) al "Mejor Dibujo" por "Thor/La Canción de Mjolnir-Two-in-one #62" Salón Internacional del Cómic del Principado de Asturias
- 2007 Premio Haxtur (España-Gijón) a la "Mejor Portada" por "Clásicos DC: Orion n.º 4 / Portada interior n.º 21  edición española Salón Internacional del Cómic del Principado de Asturias
- 2008 Premio Haxtur (España-Gijón) a la "Mejor Historia Larga" por ELRIC, junto con el escritor Michael Moorcock, en el Salón Internacional del Cómic del Principado de Asturias, además de 5 Nominaciones a los Premios Haxtur, entre los años 1986 y 2008:
  - 1991: Nominado a los "Premios Haxtur" (España-Gijón)como "Mejor Dibujo" por "Los 4 Fantásticos"
  - 1994: Nominado a los "Premios Haxtur" como "Mejor Portada" por "Superman Especial/Hombre Arena"
  - 2007: Nominaciones a los "Premios Haxtur" como "Mejor Dibujo", "Mejor Guion"  "Mejor Historia Larga" por Orion,en el Salón Internacional del Cómic del Principado de Asturias
  - 2007: Nominado al "Premio Haxtur"(España-Gijón)como "Mejor Historia Corta" por "Otra noche en la gran ciudad"/ Clásicos DC: Orion N.º 5
  - 2008: Nominado al "Premio Haxtur"  como "Mejor Dibujo", en el Salón Internacional del Cómic del Principado de Asturias

- Datos: Q675791
- Multimedia: Walter Simonson / Q675791